# سي مصطفى
سي مصطفى وهي معروفة بالنشاط الرياضي والمسرحي هي بلدية جزائرية تقع في ولاية بومرداس، وتبعد عن عاصمة الولاية بحوالي 20 كليومتر. أسست في أواخر سنة 1850 خلال الإستدمار الفرنسي دشن عبرها خط السكك الحديدية سنة 1888 وسميت سنة 1901 باسم «فليكس فور» سنة 2007 كان عدد سكانها يقدر بـ: 14000نسمة وهي تبعد عن الجزائر العاصمة بـ:55كلم وعن مدينة تيزي وزو بـ 45كلم.ولقد سميت بهذا الاسم نسبة إلى الشهيد محمد سعودي المدعو سي مصطفى أثناء الثورة الجزائرية.المدينة ضربها زلزال 21 ماي 2003

## القرى
- بلاد قيطون
- علي بوظهر
- لعزيب مرابطين
- أولاد خليف
- لعزيب مراح
- أولاد بوظهر
- بن كانون
- أحمد بجبج
- الوناس مشايري

## مواقع أثرية
- ضريح بلاد قيطون

## ثقافة
لهذه البلدية جمعيتين للأطفال:
- جمعية أفاق:
- جمعية بصمة:

كما أن في البلدية فرقة مسرحية رائعة فازت بعدة جوائز اسمها *فرقة نجوم المسرح* شاركت في عدة مهرجنات وحفلات مثل:مستغانم، بويرة، بجاية، بومرداس، برج منايل......
ومن مسرحياتها:
- مسرحية «قف»: تتمحور على استغلال الأطفال وحقوقهم المختلفة
- مسرحية «الأمل»: تتمحور عن اثار الزلزال على الفرد حين يفقد عائلته
- مسرحية «العنصر»: تتمحور عن أهمية الماء
- مسرحية «زهور الحي»: تتمحور عن الأطفال وحقهم في اللعب

## الملاعب
يضم إقليم هذه البلدية العديد من ملاعب كرة القدم، منها:
1. ملعب سي مصطفى (الإحداثيات: 36°43′22″N 3°37′02″E / 36.7226391°N 3.6173593°E)